# Aleksandr Vlasov
Aleksandr Anatoljevitj Vlasov (russisk: Александр Анатольевич Власов ; født 23. april 1996 i Vyborg) er en professionel cykelrytter fra Rusland, der er på kontrakt hos Red Bull-Bora-Hansgrohe.

## Karriere
I 2018 blev han professionel hos det russiske hold Gazprom-RusVelo. Samme år vandt han Giro Ciclistico d'Italia, også kaldet ungdommens Giro d'Italia. Senere på året blev han nummer fire i etapeløbet Tour de l'Avenir. Efter han havde vundet en etape i Østrig Rundt 2019 og vundet det russiske mesterskab i linjeløb, skrev han i august 2019 en to-årig kontrakt gældende fra 2020 med Astana Pro Team.
Vlasov vandt i august 2020 éndagsløbene Mont Ventoux Dénivelé Challenge og Giro dell'Emilia.